# Peder Kongshaug
Peder Fejerskov Kongshaug (* 13. August 2001 in London, Vereinigtes Königreich) ist ein norwegischer Eisschnellläufer.

## Werdegang
Der im Londoner Stadtteil Wimbledon geborene Kongshaug startete international erstmals bei den Juniorenweltmeisterschaften 2019 in Baselga di Piné. Seine besten Platzierungen dort waren der 22. Platz im Massenstart und der zehnte Rang im Teamsprint. Im folgenden Jahr holte er bei den Juniorenweltmeisterschaften in Tomaszów Mazowiecki die Goldmedaille über 1000 m. Zudem wurde er im selben Jahr norwegischer Juniorenmeister im Sprint-Mehrkampf. In der Saison 2020/21 startete er in Heerenveen erstmals im Eisschnelllauf-Weltcup, wo er bei vier Starts drei Top-zehn-Platzierungen errang. Beim Saisonhöhepunkt, den Einzelstreckenweltmeisterschaften 2021 in Heerenveen, kam er auf den 18. Plaz über 5000 m und auf den 14. Rang über 1000 m. Außerdem wurde er in der Saison norwegischer Meister über 1500 m und erneut norwegischer Juniorenmeister im Sprint-Mehrkampf. In der folgenden Saison erreichte er in Salt Lake City und in Calgary jeweils mit Platz zwei in der Teamverfolgung seine ersten Podestplatzierungen im Weltcup. Bei den Eisschnelllauf-Europameisterschaften 2022 in Heerenveen lief er auf den 17. Platz im Massenstart und auf den siebten Rang über 1500 m. Beim Saisonhöhepunkt, den Olympischen Winterspielen 2022 in Peking, gewann er die Goldmedaille in der Teamverfolgung. Zudem belegte er dort den 28. Platz im Massenstart und den vierten Rang über 1500 m.

## Teilnahmen an Weltmeisterschaften und Olympischen Winterspielen

### Olympische Spiele
- 2022 Peking: 1. Platz Teamverfolgung, 4. Platz 1500 m, 28. Platz Massenstart

### Einzelstrecken-Weltmeisterschaften
- 2021 Heerenveen: 14. Platz 1000 m, 18. Platz 5000 m
- 2023 Heerenveen: 3. Platz Teamverfolgung
- 2024 Calgary: 2. Platz Teamverfolgung, 3. Platz 1500 m
- 2025 Hamar: 1. Platz 1500 m

### Mehrkampf-Weltmeisterschaften
- 2022 Hamar: 4. Platz Großer Vierkampf

## Weltcupsiege

### Weltcupsiege im Einzel
| Nr. | Datum            | Ort                 | Disziplin |
| --- | ---------------- | ------------------- | --------- |
| 1.  | 9. Dezember 2023 | Tomaszów Mazowiecki | 1500 m    |
| 2.  | 28. Februar 2025 | Heerenveen          | 1500 m    |

### Weltcupsiege im Team
| Nr. | Datum             | Ort                   |
| --- | ----------------- | --------------------- |
| 1.  | 10. Februar 2023  | Tomaszów Mazowiecki 1 |
| 2.  | 11. November 2023 | Obihiro 1             |

## Persönliche Bestzeiten
| Distanz | Zeit         | Datum            | Ort        |
| ------- | ------------ | ---------------- | ---------- |
| 500 m   | 36,24 s      | 6. März 2021     | Hamar      |
| 1000 m  | 1:10,32 min  | 13. Februar 2021 | Heerenveen |
| 1500 m  | 1:42,25 min  | 24. Januar 2025  | Calgary    |
| 5000 m  | 6:08,82 min  | 31. Januar 2025  | Milwaukee  |
| 10000 m | 13:30,09 min | 6. März 2022     | Hamar      |